# 和歌山市立大新小学校
和歌山市立大新小学校（わかやましりつ だいしんしょうがっこう）は、和歌山県和歌山市にある公立小学校。

## 概要
- 所在地：和歌山県和歌山市新大工町23
- 学級数：本校7学級（内特別支援学級1、2018年5月1日現在）[1]
- 児童数：児童数136名（内特殊支援学級3名、2018年5月1日現在）[1]

## 通学区域
- 和歌山市
  - 新内、餌差町1丁目～2丁目、岡北ノ丁、岡南ノ丁、岡円福院東ノ丁、岡円福院西ノ丁、蔵小路、北休賀町、北ノ新地東ノ丁、北ノ新地1丁目～2丁目、北ノ新地上六軒丁、北ノ新地中六軒丁、北ノ新地下六軒丁、北ノ新地分銅丁、北ノ新地田町、北ノ新地裏田町、新大工町、北ノ新地榎丁、楠右衛門小路、毛革屋丁、木挽丁、新通1丁目～7丁目、新中通1丁目～6丁目、新八百屋丁、新雑賀町、数寄屋丁、鈴丸丁、橋向丁、友田町2丁目、岡織屋小路、畑屋敷東ノ丁、畑屋敷中ノ丁、畑屋敷西ノ丁、岡袋町、畑屋敷雁木丁、畑屋敷袋町、畑屋敷松ケ枝丁、畑屋敷兵庫の丁、畑屋敷葛屋丁、畑屋敷千体仏丁、畑屋敷榎丁、畑屋敷端ノ丁、畑屋敷新道丁、岡林泉寺丁、畑屋敷円福院東ノ丁、畑屋敷円福院西ノ丁、坊主丁、南材木丁1丁目～3丁目、南休賀町、南雑賀町、美園町2丁目（1～94）、柳丁、茶屋町、中之島（2238～）、新堺丁

### 宮北小学校との複合学区
- 和歌山市
  - 吉田（96、300～）、友田町3丁目～5丁目
卒業生は基本的に和歌山市立城東中学校に進学する。

## 周辺
- 大新公園
- 和歌川
- 和歌山新中通郵便局
- 和歌山県道17号和歌山停車場線（けやき大通り）
- 和歌山県道153号紀和停車場線（大新通り）

## アクセス
- 和歌山駅からけやき大通り沿いに西へ向かい、坊主丁で北へ入る。約800m。

## 通学区域が隣接している学校
- 和歌山市立広瀬小学校
- 和歌山市立新南小学校
- 和歌山市立宮北小学校
- 和歌山市立中之島小学校
- 和歌山市立伏虎義務教育学校